# Nimeño II
Christian Montcouquiol dit « Nimeño II » est un matador français, né à Spire (Allemagne) le 10 mars 1954 et mort à Caveirac (France, département du Gard) le 25 novembre 1991. « Nimeño II » reste encore aujourd’hui l'une des principales « figura » de la tauromachie française.

## Biographie
Christian Montcouquiol est d'ascendance auvergnate et même ambertoise par sa mère, d'une famille d'industriels du chapelet, d'articles religieux et de papetiers. Il est le frère d’Alain Montcouquiol, « Nimeño I ». 
Après sa première novillada à Nîmes le 17 mai 1975, il obtient l’aide de Manolo Chopera, l’un des plus importants organisateurs de corrida en Espagne. Celui-ci lui ouvre les portes de nombreuses arènes ibériques. Jusqu’en 1982, il participe à un grand nombre de corridas en Espagne, en France et en Amérique Latine.
En 1982, il se sépare de Manolo Chopera, et continue sous la direction de son frère. 
Le 3 octobre 1988 lors de la Féria d'Otono, alors que Nîmes connait des inondations, il est au cartel à Madrid, avec Ruiz Miguel, José Antonio Campuzano, devant les Victorino Martin. À son premier taureau, il sert une faena de rêve, de l'année diront certains. Au moment de s'engager avec l'épée, un mouvement de spectateur au premier rang fait tourner la tête au taureau, faisant s'envoler le triomphe pourtant si proche. Le 14 mai 1989, à Nîmes, il participe à un "mano a mano" en compagnie du portugais Victor Mendes, devant des taureaux de Guardiola. Mendes ayant été blessé par son premier taureau, « Nimeño » doit affronter seul les six taureaux : il remporte ce jour-là un triomphe mémorable après une corrida d’anthologie.
Le 10 septembre 1989, à Arles, il doit affronter des taureaux de Miura. Son second taureau, « Pañolero », le bouscule violemment et le propulse en l’air. « Nimeño » chute tête première, se blessant très grièvement aux cervicales. Les chirurgiens marseillais qui l’opèrent reconnaissent que, jamais, ils n’avaient eu à s’occuper de quelqu’un aussi gravement atteint aux cervicales et que, dans tous les cas précédents, le blessé était mort dans les minutes ayant suivi l’accident. 
Il reste entre la vie et la mort durant plusieurs jours. Une fois hors de danger, il reste tétraplégique et lutte longtemps pour retrouver l’usage de ses membres. Durant de longs mois, le monde de la tauromachie française suit, quasiment jour après jour, son évolution. Plus d’un an après son accident, il a enfin retrouvé l’usage de ses deux jambes et de son bras droit ; en revanche, le bras gauche reste paralysé et tout indique qu’il en sera définitivement ainsi.
Le 25 novembre 1991, il se suicide par pendaison dans le garage de sa maison. Il est inhumé au cimetière Saint-Baudile de Nîmes.

## Carrière
- Débuts en public le 30 mars 1967 à Tarascon (France, département des Bouches-du-Rhône).
- Première novillada sans picadors le 19 juillet 1969 à Saint-Gilles (France, département du Gard) ; novillos de André Pourquier.
- Première novillada avec picadors le 28 mai 1972 à Lunel (France, département de l'Hérault) ; et premier grand succès, qui lance sa carrière et à partir duquel il ne pratiquera plus les novilladas sans picador, le 17 mai 1975 à Nîmes (France, département du Gard) : novillos de Matías Bernardos.
- Présentation en Espagne le 17 août 1975 à Santiestéban del Puerto (Espagne, province de Jaén) ; novillos de Germán Gervás.
- Alternative à Nîmes le 28 mai 1977 ; parrain Ángel Teruel, témoin « Manzanares » ; taureaux de Torrestrella.
- Présentation comme matador en Espagne le 30 mai 1977 à Barcelone ; taureaux de Matías Bernardos.
- Confirmation d’alternative à Mexico le 28 janvier 1979 ; parrain Manolo Martínez, témoin Dámaso González ; taureaux de Tequisquiapan.
- Confirmation d’alternative à Madrid le 21 mai 1979 ; parrain Rafael De Paula, témoin Angel Teruel ; taureaux de Luis Algarra.

## Hommages
- « Nimeño II » a sa statue à proximité des arènes de Nîmes.

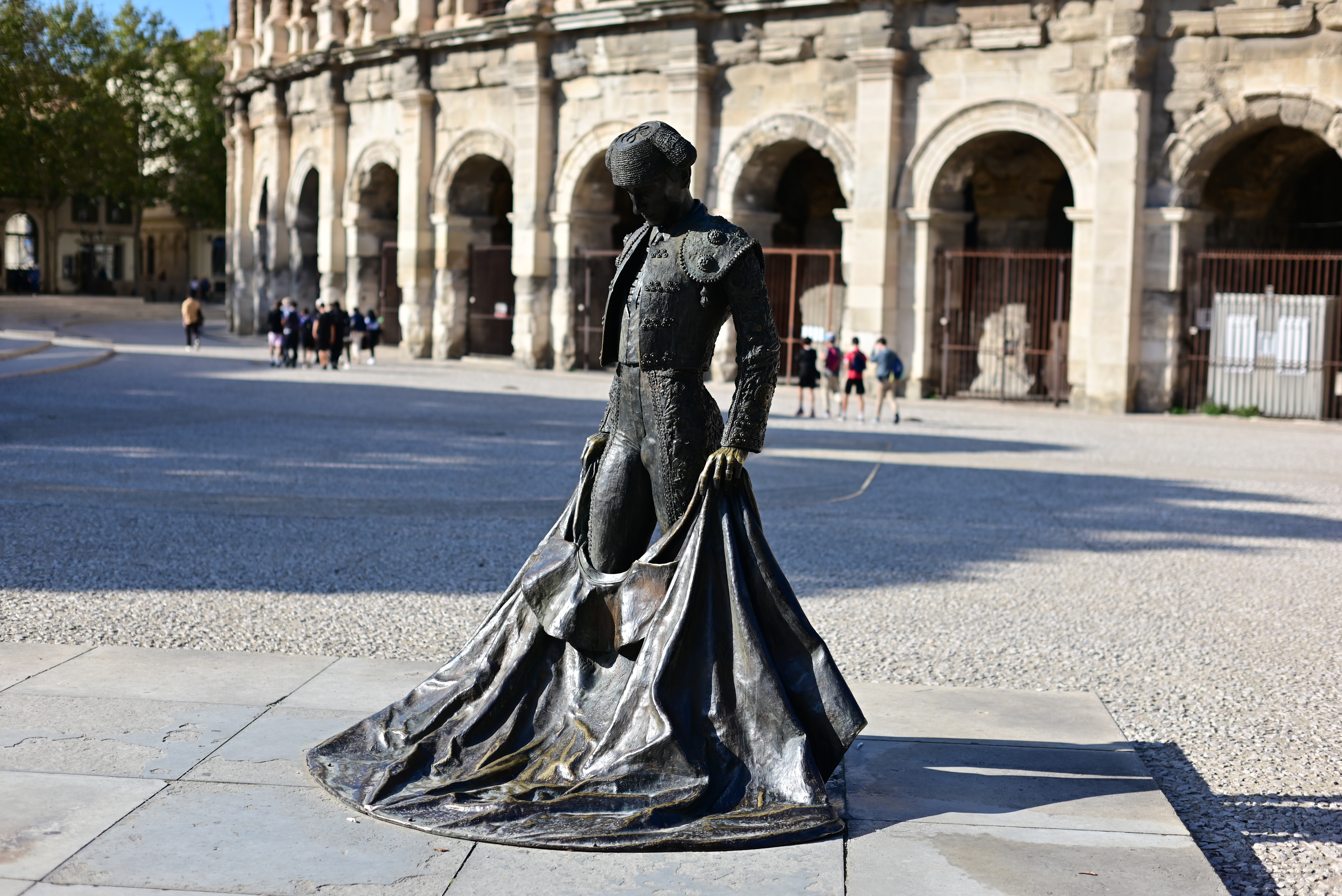
Statue de Nimeño II devant les arènes de Nîmes.

- En 2000, les arènes de Caveirac, village proche de Nîmes dans lequel il vivait, ont été baptisées « Arènes Nimeño II » ; les arènes du village de Caissargues se nomment elles aussi « Arènes Nimeño II », de même que celle d’Eauze (Gers).
- Des plaques commémoratives perpétuent son souvenir notamment dans les arènes d’Arles (Bouches-du-Rhône), du Plumaçon de Mont-de-Marsan (Landes), de Béziers (Hérault), d’Aguascalientes (Mexique).
- Chaque année, le « Trophée Nimeño II » récompense un novillero sans picadors, triomphateur dans les arènes de Nîmes.
- La place qui se trouve devant les arènes de Béziers a été baptisée « Place Nimeño II ».